# 정읍 내장산 조선왕조실록 보존터
정읍 내장산 조선왕조실록 보존터(井邑 內藏山 朝鮮王朝實錄 保存址)는 대한민국 전북특별자치도 정읍시 내장동에 있는, 조선왕조실록이 있던 장소이다. 2015년 7월 24일 전라북도의 기념물 제129호로 지정되었다.

## 지정 사유
정읍 내장산 일원 조선왕조실록 보존터는 조선왕조실록이 임진왜란으로 소실될 절박한 위기 상황에서 전주사고본 조선왕조실록을 지켜낸 장소로 역사적 가치가 큰 것으로 평가됨.

## 같이 보기
- 조선왕조실록

## 참고 자료
- 정읍 내장산 조선왕조실록 보존터 - 국가유산청 국가유산포털